# 1943 en football
Cet article présente les faits marquants de l'année 1943 en football.

## Chronologie
- 21 avril : Fondation du FC Nantes.
- 22 mai : l'Olympique de Marseille remporte la Coupe de France face aux Girondins ASP, 4-0.

## Champions nationaux
- Dresdner SC est champion d'Allemagne.
- L'Athletic Bilbao est champion d'Espagne.
- Le Torino est sacré champion d'Italie.
- Le R. FC Malinois est champion de Belgique 1943 (2e "championnat de guerre").

## Naissances
Plus d'informations : Liste d'acteurs du football nés en 1943.
- 26 janvier : Bernard Tapie, dirigeant de club français.
- 25 février : Wilson da Silva Piazza, footballeur brésilien.
- 27 février : Carlos Alberto Parreira, entraîneur brésilien.
- 12 mars : Hacène Lalmas, footballeur algérien (mort le 7 juillet 2018).
- 20 avril : Fleury Di Nallo, footballeur français.
- 11 juin : Coutinho, footballeur brésilien.
- 29 juin : Louis Nicollin, dirigeant de club français.
- 18 août : Giovanni Rivera, footballeur italien.
- 10 septembre : Horst Höttges, footballeur allemand.
- 29 septembre : Wolfgang Overath, footballeur allemand.
- 2 octobre : Paul Van Himst, footballeur belge.
- 12 octobre : Köbi Kuhn, footballeur puis entraîneur suisse.
- 21 décembre : Aimé Anthuenis, footballeur puis entraîneur belge.

## Décès
- 14 janvier : décès à 67 ans de Tomás Soley Güell, joueur costaricain.
- ? novembre : décès à 36 ans de Karl Dahlheimer, joueur allemand.

## Liens
- RSSSF : Tous les résultats du monde